# 純 (八神純子のアルバム)
『純』（じゅん）は、1985年11月21日に発売された八神純子の9枚目のオリジナルアルバムである。

## 解説
アルファ・ムーン移籍第2弾アルバムとして、ロンドンにてレコーディングされた。先行シングル『素敵ダウンタウン ジミー』をはじめ、全9曲を収録。
1994年（イーストウエスト・ジャパン）、2012年（紙ジャケット仕様／ワーナーミュージック・ジャパン）にCDとして再リリースされている。なお、2012年盤は、ボーナス・トラックが収録されている。

## 収録曲
| 全編曲: J.J.Stanley。 |                                      |             |             |      |
| #                     | タイトル                             | 作詞        | 作曲        | 時間 |
| 1.                    | 「ベイビースターの悲劇」             | 八神純子    | 八神純子    | 3:31 |
| 2.                    | 「邪魔しないで」                     | 八神純子    | 八神純子    | 3:29 |
| 3.                    | 「不倫ラブ (Fool in love)」          | 八神純子    | 八神純子    | 5:04 |
| 4.                    | 「リーチ・アウト・イン・ザ・ナイト」 | J.J.Stanley | J.J.Stanley | 5:27 |
| 5.                    | 「危険なエモーション」               | 八神純子    | 八神純子    | 3:59 |

| #  | タイトル                    | 作詞        | 作曲        | 時間 |
| -- | --------------------------- | ----------- | ----------- | ---- |
| 6. | 「オペレーター」            | J.J.Stanley | J.J.Stanley | 5:25 |
| 7. | 「セーラーの旅立ち」        | 八神純子    | 八神純子    | 5:28 |
| 8. | 「摩天楼のハリケーン」      | 八神純子    | 八神純子    | 3:42 |
| 9. | 「素敵ダウンタウン ジミー」 | 八神純子    | 八神純子    | 5:42 |

### 2012年盤
| 全編曲: J.J.Stanley。 |                                                                |             |             |      |
| #                     | タイトル                                                       | 作詞        | 作曲        | 時間 |
| 1.                    | 「ベイビースターの悲劇」                                       | 八神純子    | 八神純子    | 3:31 |
| 2.                    | 「邪魔しないで」                                               | 八神純子    | 八神純子    | 3:29 |
| 3.                    | 「不倫ラブ (Fool in love)」                                    | 八神純子    | 八神純子    | 5:04 |
| 4.                    | 「リーチ・アウト・イン・ザ・ナイト」                           | J.J.Stanley | J.J.Stanley | 5:27 |
| 5.                    | 「危険なエモーション」                                         | 八神純子    | 八神純子    | 3:59 |
| 6.                    | 「オペレーター」                                               | J.J.Stanley | J.J.Stanley | 5:25 |
| 7.                    | 「セーラーの旅立ち」                                           | 八神純子    | 八神純子    | 5:28 |
| 8.                    | 「摩天楼のハリケーン」                                         | 八神純子    | 八神純子    | 3:42 |
| 9.                    | 「素敵ダウンタウン ジミー」                                    | 八神純子    | 八神純子    | 5:42 |
| 10.                   | 「素敵ダウンタウン ジミー (シングルver.)」(ボーナス・トラック) | 八神純子    | 八神純子    | 4:54 |

## 曲解説

### A面
1. ベイビースターの悲劇
2. 邪魔しないで
3. 不倫ラブ (Fool in love)
4. リーチ・アウト・イン・ザ・ナイト
シングル「素敵ダウンタウン ジミー」のカップリング曲。
5. 危険なエモーション

### B面
1. オペレーター
2. セーラーの旅立ち
3. 摩天楼のハリケーン
シングル「FUN CITY」のカップリング曲。
4. 素敵ダウンタウン ジミー
先行シングル曲。無表記だがアルバムバージョンであり、イントロのギターソロ追加されたこと以外は、シングルバージョンとテイクは同じである。

### ボーナス・トラック
1. 素敵ダウンタウン ジミー (シングルver.)
アルバムバージョンで追加されたイントロのギターソロがカットされている。